# سجم العزيز
سجم العزيز (إف 904) هي فرقاطة تعد السفينة الرائدة لفئتها، فئة العزيز تتبع للبحرية المصرية.

## التصميم والوصف
القهار هي فرقاطة من فئة ميكو إيه-200إي إن (العزيز)، صممتها شركة بلوم+فوس. يبلغ طول الفرقاطة 118 م (387 ق)، وعرضها 14.8 م (49 ق)، وغاطسها 4.3 م (14 ق). تتميز الفرقاطة بإزاحة حمولة كاملة تبلغ 3700 طن (3600 طن بريطاني) ويدفعها نظام دفع يعمل بالديزل والغاز معاً مع مضخة نفاثة، ويتألف من محركي ديزل (إم تي يو 16في 1163 تي بي93) بقوة 5920 كيلووات (7940 حصان) موصلين إلى عمودين مع مراوح قابلة للتحكم، وتوربين جنرال إليكتريك إل إم2500 بقوة 20000 كيلووات (27000 حصان) لتشغيل المضخة النفاثة. تبلغ سرعة الفرقاطة 28 عقدة (52 كم/ساعة) ومداها 7200 ميل بحري (13300 كم) مع سرعة إبحار تبلغ 16 عقدة (30 كم/ساعة). ويتألف طاقم الفرقاطة من 120 فرداً.
الفرقاطة مسلحة بمدفع واحد طراز أوتوبريدا 127/64 وأربعة أنظمة تسليح لرشاشات طراز أورليكون سيرينغر عيار 20 ملم. بالنسبة للحرب السطحية، جُهزت العزيز بثمانية راجمات صواريخ إكزوست مم40 بلوك 3 المضادة للسفن، وتتألف من راجمتين رباعيتين، و32 حجيرة بنظام إطلاق عمودي لصواريخ إم بي دي إيه ميكا المضادة للطائرات. بالنسبة للحرب المضادة للغواصات، فقد جُهزت الفرقاطة بأنبوبي طوربيد مزدوجين عيار 324 ملم لطوربيدات إم يو 90 ودي إم 2 إيه 4.
تتكون مستشعراتها وأنظمتها الإلكترونية من رادار مراقبة جو/سطح بمصفوفة مسح إلكتروني نشطة طراز إن إس-110 4دي من تاليس، ومنظومة اتصالات عبر الأقمار الصناعية، وسونار صفيفي مقطور، ومنظومة تاليس سكوربيون 2 للمضادات الإلكترونية وتدابير دعم الحرب الإلكترونية.
تتألف أنظمة الإجراءات المضادة للفرقاطة من راجمتين من 32 أنبوباً من راينميتال ماس لإطلاق الشرك الخداعية ومنظومة ليوناردو واس سي310 السطحية المضادة للطوربيد.
تملك القهار سطح طيران وحظيرة طائرات قادرة على استيعاب طائرتين مروحيتين ومسيرة تنطلق عمودياً وزورقين.

## بنائها وعملها
وقعت الحكومة المصرية عقداً بقيمة 2.7 مليار دولار أمريكي مع شركة تي كيه أم أس في نوفمبر 2018 لأربع فرقاطات من طراز ميكو إيه-200إي إن وبرنامج تدريبي لأطقمها. بُنيت ثلاث سفن في ألمانيا، فيما تُبنى الرابعة في مصر.
بدأ العمل في بناء السفينة مع حفل قطع الصلب الأول في سبتمبر 2019، وإنزال عارضتها في الماء في 2020. أُطلقت الفرقاطة في أواخر أبريل 2021 في حوض بناء السفن شتالباو نورد في بريمرهافن. وزودت بالأجهزة في منشأة تي كيه أم أس في كيل. سُميت السفينة باسم سجم العزيز في يوليو 2021. وبدأت تجاربها البحرية في أبريل 2022.
سُلمت العزيز للبحرية المصرية في حفل أقيم في بريمرهافن في 14 أكتوبر 2022. ثم أبحرت إلى موطنها في الإسكندرية. وصلت الفرقاطة إلى قاعدة الإسكندرية البحرية في 2 نوفمبر 2022.

## وصلات خارجية
- الفرقاطة سجم العزيز
- الفرقاطة "العزيز" تنضم للقوات المسلحة المصرية - سكاي نيوز عربية